# La Celle-Dunoise

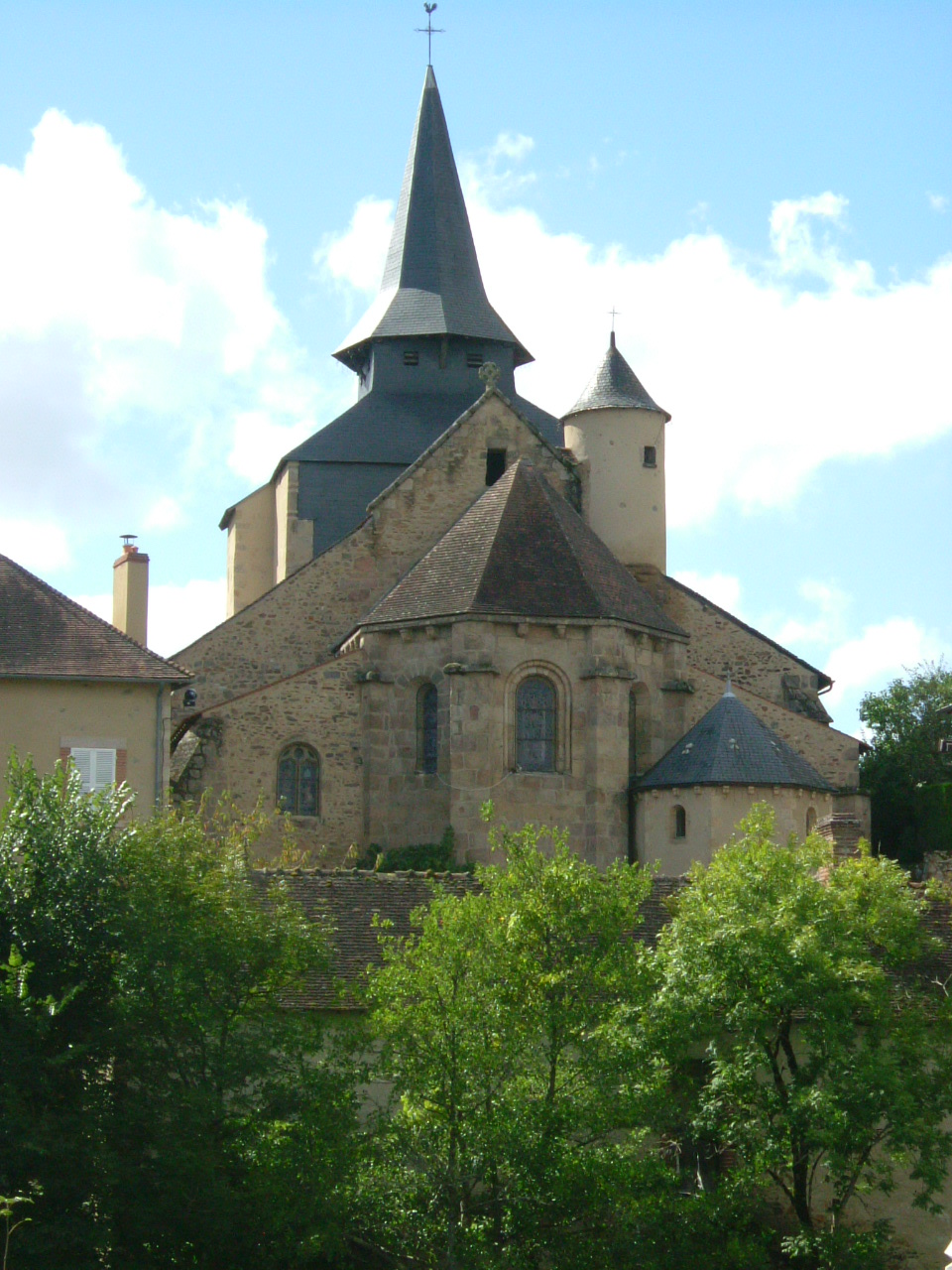
Kościół św. Piotra (2008)

La Celle-Dunoise – miejscowość i gmina we Francji, w regionie Nowa Akwitania, w departamencie Creuse.
Według danych na rok 1990 gminę zamieszkiwało 589 osób, a gęstość zaludnienia wynosiła 20 osób/km² (wśród 747 gmin Limousin La Celle-Dunoise plasuje się na 220. miejscu pod względem liczby ludności, natomiast pod względem powierzchni na miejscu 177.).

## Populacja

Populacja La Celle-Dunoise w latach 1962–2008